# Södermanlands nation
Denna sida handlar om Södermanlands nation i Lund. För Södermanlands nation i Uppsala, se Södermanlands-Nerikes nation.
Södermanlands nation var en kortlivad studentnation vid Lunds universitet, verksam 1838 till omkring 1846 à 1847.

## Historik
Nationen tillkom på initiativ av tre studenter som alla hade varit gymnasister vid läroverket i Strängnäs och tidigare, såsom studenter i Uppsala, tillhört Södermanlands-Nerikes nation där, nämligen den blivande skalden C.V.A. Strandberg, dennes bror, den blivande operasångaren Olof Strandberg, och en Pehr Gustaf Reinhold Matthsson (1811-1885). I en skrivelse till universitetets konsistorium anhöll dessa den 16 oktober 1838 om att få bilda en ny, södermanländsk nation, vilket beviljades den 24 oktober samma år. Våren därefter är första gången nationen upptages i studentkatalogen i vilken den sedan är med fram till vårterminen 1846. Till inspektor på den nybildade nationen valdes matematikprofessorn Carl Johan Hill.
Nationen förblev under sin korta existens mycket liten: totalt räknade den sju ordinarie medlemmar, två kuratorer, en prokurator, inspektor och en hedersledamot (adjunkten och kyrkoherden Achatius Kahl). Till kurator hade 1838 valts Anders Gustaf Dahlbom. När det begav sig för nytt kuratorsval fanns bara tre medlemmar, Dahlbom, Strandberg och  Hill. Hill som gillade den sympatiske Strandberg beslutade att lägga sin röst på honom. Dahlbom kunde givetvis inte rösta på sig själv och Strandberg röstade blankt. Dahlbom kände sig då givetvis indignerad av detta och ansökte 8 mars avsked från kuratorstjänsten och sedan även utträde ur nationen. Ny kurator blev istället docent Anders Gustaf Tauson. 
Sedan C.V.A. Strandberg, som torde ha varit nationens drivande kraft, lämnat Lund tynade nationen bort. Det sista belägget för dess existens är en notering i ett konsistorieprotokoll från den 22 juni 1847 att nationens kurator utfått medel ur universitetets fattigkassa ("fiscus pauperum") till Strandberg då denne var sjuk. Då hade nationen redan sedan ett år tillbaka upphört att stå med i den tryckta universitetskatalogen.

## Befattningshavare och medlemmar

### Inspektor
- 1838-1847 (?) - Carl Johan Hill

### Hedersledamot
- Achatius Kahl, adjunkt och kyrkoherde.

### Kuratorer
- 1838-1847 - Anders Gustaf Dahlbom, adjunkt i entomologi
- 1847 - Anders Gustaf Tauson, docent i administrativrätt och nationalekonomi

### Prokurator
- 1842-? - Petrus Samuel Munck af Rosenschöld, adjunkt i fysik

### Övriga medlemmar
- Per Gustaf Reinhold Mattson,(1811-1885), inskriven 1838-10-16
- Olof Strandberg, inskriven 1838-10-16
- Carl Wilhelm August Strandberg, inskriven 1838-10-16
- Carl Petter Reinhold Jennische (1824-1891), inskriven 1839-02-17, kameralexamen 1845
- Gustaf von Düben, född 1822 i Lista socken, inskriven 1841-02-08, läkare, anatom och etnograf.
- Johan Ludvig Christian Strandberg, bror till Olof och Carl Wilhelm August, född i Stigtomta 1822, inskriven 1841-11-05, kirurg i Pajala, avliden 18 juli 1882 i Pajala.
- Frans August Hagström född i Bogsta 2 september 1821, inskriven 1843-11-14, lämnade Lund redan 1844